# Dies
Na mitologia romana, Dies /ˈdaɪ.iːz/ (Latim diēs "dia") foi a personificação do dia. Ela era filha de Caos e Caligo (Névoa), e a contraparte da deusa grega Hemera.

## Família
De acordo com o mitógrafo romano Higino, Caos e Caligo eram os pais de Nox (Noite), Dies, Érebo (Escuridão) e Éter. Cícero diz que Éter e Dies eram os pais de Celo (Céu). Enquanto, Higino diz que, além de Celo, Éter e Dies também eram os pais de Telo (Terra), e Mare (Mar). Cícero também diz que Dies e Celo eram pais de Marcúrio, a contraparte romana de Hermes.

## Nome
O substantivo latino diēs é baseado no acusativo singular protoitálico *dijēm, ele próprio derivado da raiz protoindo-europeia *dyeu-, denotando o "céu diurno" ou o "brilho do dia" (em contraste com a escuridão da noite). O deus do dia protoindo-europeu correspondente é *Dyeus.